# Ewelina Hańska
Ewelina Konstancja Viktoria Hańska, conosciuta in Francia come Madame Hanska (nata Rzewuska; in russo Эвели́на Га́нская?; Pogrebišče, 16 gennaio 1801 – Parigi, 10 aprile 1882), è stata una nobile e letterata polacca, nota per il suo matrimonio con Honoré de Balzac.

## Biografia
Hańska sposò il nobile e proprietario terriero Wacław Hański (Wenceslas Hanski) quando era ancora un'adolescente. Hański, che aveva circa 20 anni più di lei, soffriva di depressione. Avevano cinque figli, ma solo una figlia, Anna, sopravvisse.
Alla fine degli anni 1820, Hańska iniziò a leggere i romanzi di Balzac e nel 1832 gli mandò una lettera anonima. Ciò ha dato inizio a una corrispondenza decennale in cui Hańska e Balzac hanno espresso un profondo affetto reciproco. Nel 1833 si incontrarono per la prima volta in Svizzera. Poco dopo Balzac ha iniziato a scrivere il romanzo Séraphîta, che include un personaggio basato su Hańska.
Dopo che suo marito morì nel 1841, una serie di complicazioni ostacolò il matrimonio di Hańska con Balzac. Primo fra questi era la proprietà e l'eredità di sua figlia Anna, entrambe le quali potevano essere in pericolo se lei lo avesse sposato. Anna sposò un conte polacco, alleggerendo un po' della pressione. Più o meno nello stesso periodo, Hańska diede a Balzac l'idea del suo romanzo del 1844, Modeste Mignon. Nel 1850 finalmente si sposarono e si trasferirono a Parigi, ma Balzac morì cinque mesi dopo. Sebbene non si fosse mai risposata, ebbe diversi amanti e morì nel 1882.